# Орлянкін Валентин Іванович
Валентин Іванович Орлянкін  (24 січня 1906 — 13 липня 1999) — радянський український кінооператор. Лауреат Сталінської премії (1943). Заслужений діяч мистецтв УРСР (1967). Нагороджений орденом Червоної Зірки, медалями.

## Біографічні відомості
Народився 24 січня ст. ст. 1906 р. у с. Варваринка Тамбовської губернії в родині службовця. Закінчив операторський факультет Всесоюзного державного інституту кінематографії (1936).
Працював оператором на Московській студії кінохроніки, з 1937 — оператор-кореспондент по Криму (Ялта, 1937–1940), на Українській студії кінохроніки (1940–1941, 1945–1952), на Алма-Атинській студії кінохроніки (1941–1942), Учасник Німецько-радянської війни. З 1942 року — фронтовий кінооператор. Знімав на Сталінградському, Південно-Західному, Центральному, Степовому, 1-му Білоруському, 1-му та 4-му Українських фронтах. Зняв повітряний бій, яким керував О. І. Покришкін, партизанського командира В. А. Бегму, генерала В. І. Чуйкова та ін.
У 1952—1957 рр. — оператор Київської студії художніх фільмів, у 1957—1976 рр. — оператор Української студії хронікально-документальних фільмів.
Автор книг «Кораблі не вмирають» (К., 1970), «А до Волги четыре шага…» (К., 1982), «Стоп-кадр долі» (1986), сценарію «І залишаються легенди» (1977, у співавт. з М. Коростишевським).
Був членом Спілки кінематографістів СРСР (1960) і Спілки кінематографістів України.
Помер після тяжкої хвороби на 94-му році життя 13 липня 1999 р. в Києві.

### Родина
- Донька — режисерка монтажу Аделіна Хмельницька (1937—2021).
  - Зять — кінорежисер Володимир Хмельницький (1935—2023).
- Син — оператор Олег Орлянкін (нар. 1952).

## Фільмографія
Зняв художні фільми:
- «Наші чемпіони» (1952)
- «„Богатир“ іде в Марто» (1954, 2-й оператор)
- «Зірки на крилах» (1955, 2-й оператор)
- «Мандрівка в молодість» (1956, у співавт. з В. Іллєнком i В. Філіпповим)

Оператор хронікально-документальних фільмів:
- «Сталінград» (1943, Державна премія СРСР, 1943)
- «Битва за нашу Радянську Україну» (1943, у співавт. з І. Кацманом i В. Смородіним)
- «Перемога на Правобережній Україні» (1944, у співавт. з І. Кацманом)
- «Україна відроджується» (1945, у співавт. з Я. Мєстечкіним i І. Кацманом)
- «Свято Перемоги» (1945, у співавт.)
- «Радянська Україна» (1946)
- «Свято піонерів» (1947)
- «Радянське Закарпаття» (1948)
- «На полях України» (1949)
- «Ірпенська пойма» (1949)
- «Рис на Україні» (1950)
- «Юним друзям природи» (1951)
- «Кормова база колгоспу» (1955)
- «Спортсмени одного села» (1957)
- «Літній табір юних натуралістів» (1957)
- «Шлях мужніх» (1958)
- «Червоні пов'язки» (1958)
- «Земля Київська» (1958)
- «Вирощування качок у плавнях» (1958)
- «Не забувайте про це» (1958)
- «Назову життям» (1959)
- «Тваринництво Буковини» (1959)
- «Передовики тваринництва» (1959)
- «Спортивна слава» (1960)
- «Людина і небо» (1963)
- «Кораблі не вмирають» (1965)
- «105 днів без тебе» (1966)
- «Свитязь-озеро» (1968)
- «Іван Микитенко» (1969)
- «Етюд про секунду» (1970) та ін.